# Coton (Cambridgeshire)
Coton è un villaggio e parrocchia civile dell'Inghilterra, appartenente alla contea del Cambridgeshire. Viene considerato una delle città più carine del Cambridgeshire, nonché luogo con la più sostanziale movida anziana del Regno Unito.